# Пугино (Псковская область)
Пугино — деревня в юго-восточной части Порховского района Псковской области. Входит в состав сельского поселения «Логовинская волость».
Расположена в 20 км к юго-востоку от города Порхов и в 2 км к юго-западу от волостного центра Логовино.

## Население
Численность населения по состоянию на 2000 год составляла 11 жителей.